# 転移性皮膚癌
転移性皮膚癌（てんいせいひふがん）とは、皮膚以外に原発した悪性腫瘍が血行性・リンパ行性により皮膚に転移したものをいう。

## 頻度
- 皮膚癌の半分を占めるため頻度としては多い。
- 原発巣で頻度が多いのが、乳癌・肺癌・胃癌である。小児では神経芽細胞腫が多い。
- 転移を生じるのは原発巣の末期が多い。肺癌・腎癌・卵巣癌では先に皮膚転移が見つかることもしばしばみられる。

## 分類
- 皮下結節型　肺癌・胃癌などで血行性転移した場合にできる。病理検査では、原発巣と異なる索状配列構造に腫瘍細胞が変化することがある。
- 鎧状癌　丘疹・結節が融合して板状硬結をきたす。乳癌に多い。
- 丹毒様癌　丹毒の症状に似て、境界不明瞭の発赤・腫脹・疼痛の出現がみられる。リンパ行性転移でみられ、乳癌が多い。病理検査では真皮に腫瘍細胞が散在する。
- 表皮行性癌　悪性腫瘍が表皮内に浸潤・増殖したもの。これをpaget現象ともいう。乳癌・膀胱癌に多い。

## 検査
- 病理検査　必要に応じて免疫組織化学的検査。

## 治療
抗癌剤など、原発巣の治療が基本である。抗癌剤等を使用しないのであれば、皮膚転移部の腫瘍切除術を行うこともある。電子線を照射することもある。